# 伊姆斯特
伊姆斯特（德語：Imst，旧时写作，德語發音：[ɪmst] ⓘ）是奧地利蒂罗尔州的市镇，位於該國西部因河畔，距離首府因斯布魯克55公里，面積113.4平方公里，海拔高度827米，2012年人口9,523。该地首次见于文献是763年，当时名叫，意为“冒泡的泉水”。1882年曾经发生过一场大火。

## SOS兒童村
1949年，SOS兒童村由赫爾曼·格邁納爾創立於該地。

伊姆斯特 - Imst
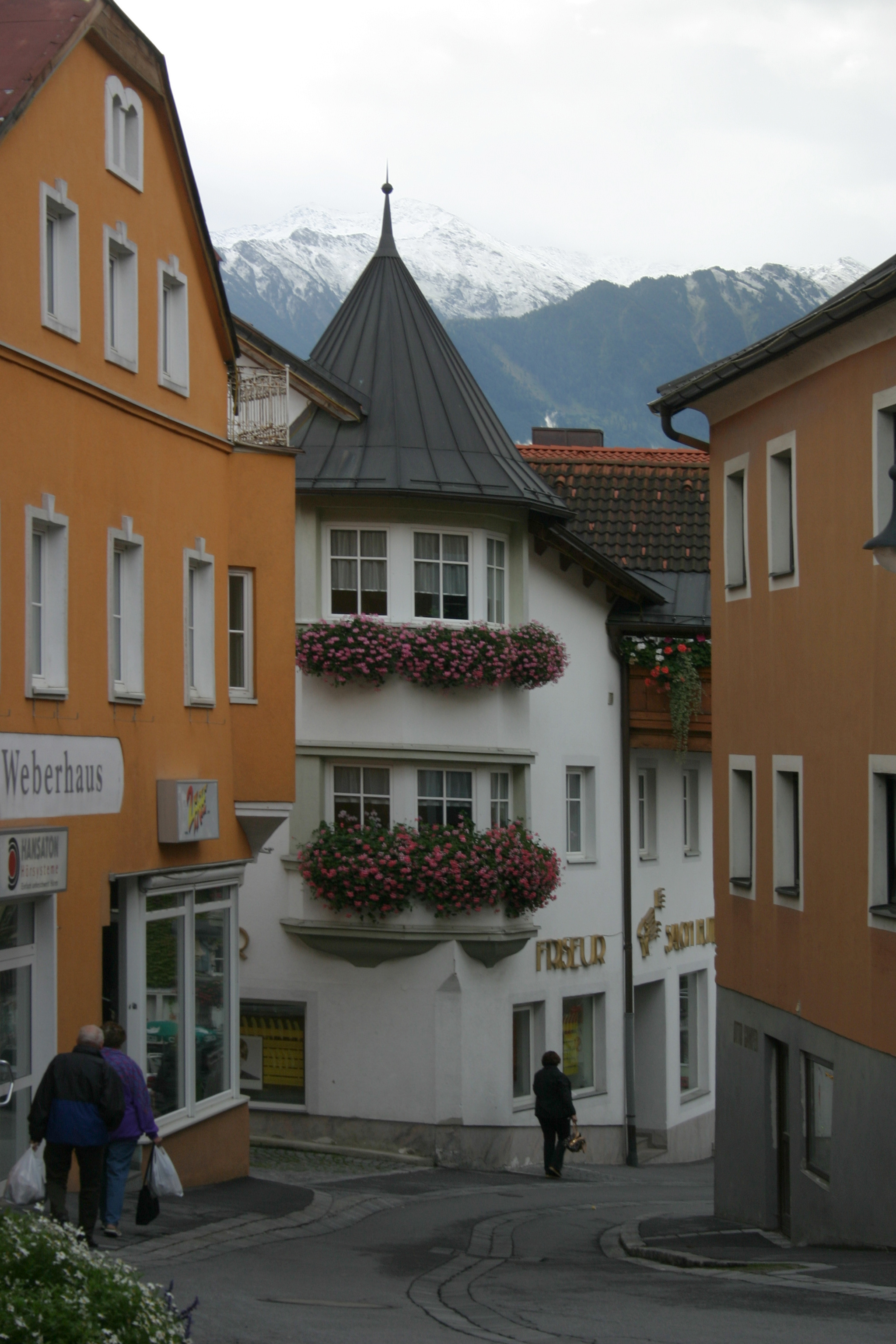
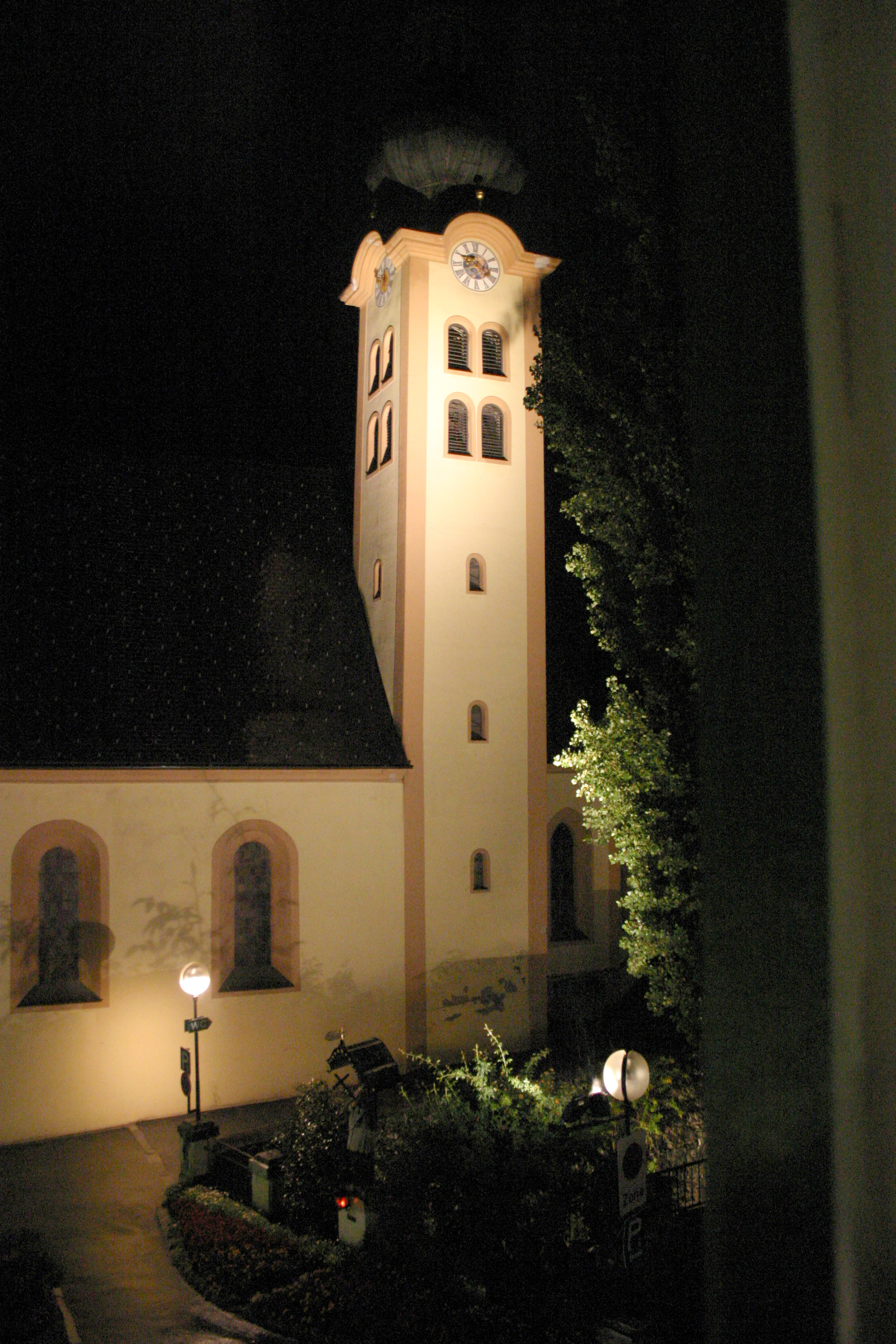
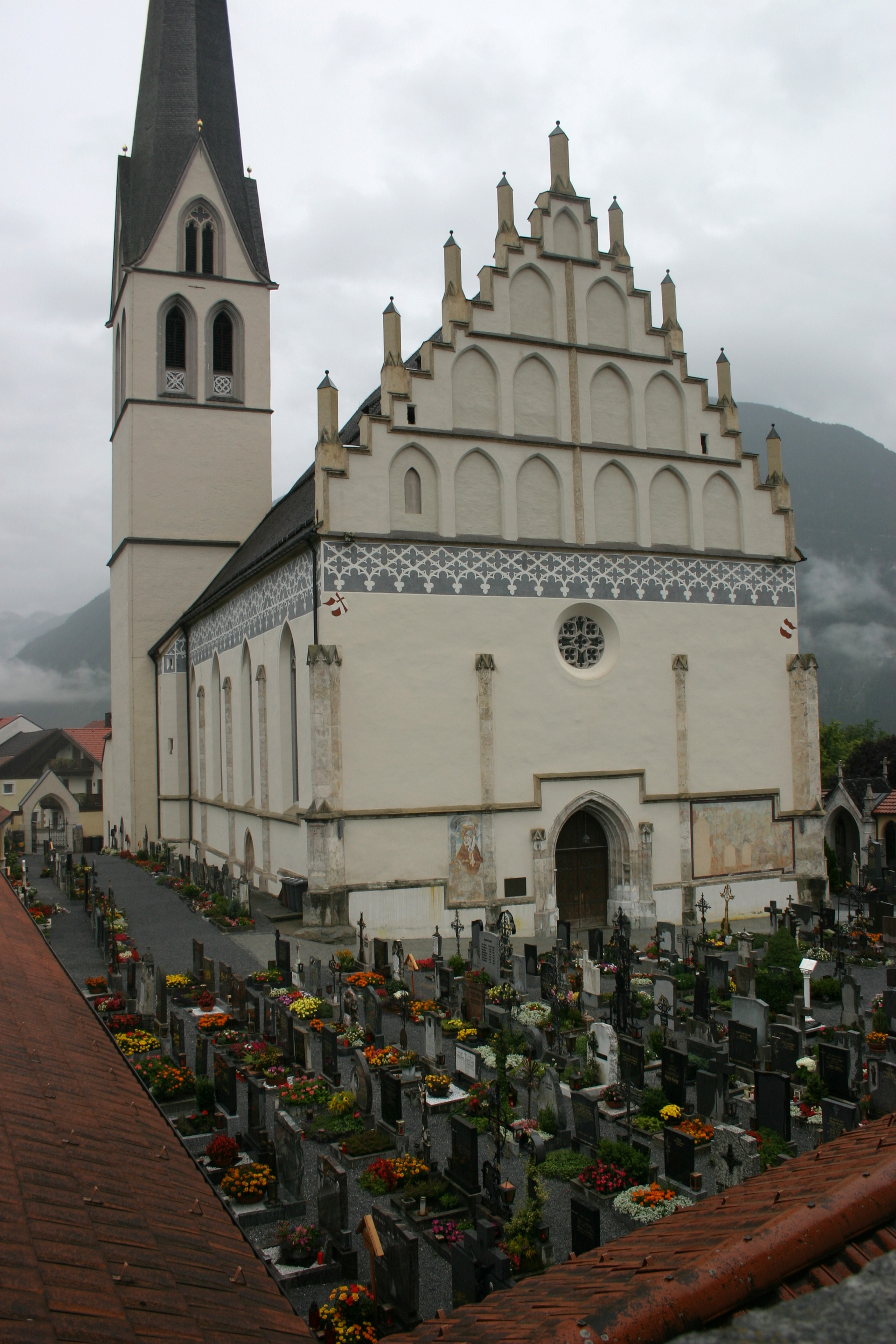
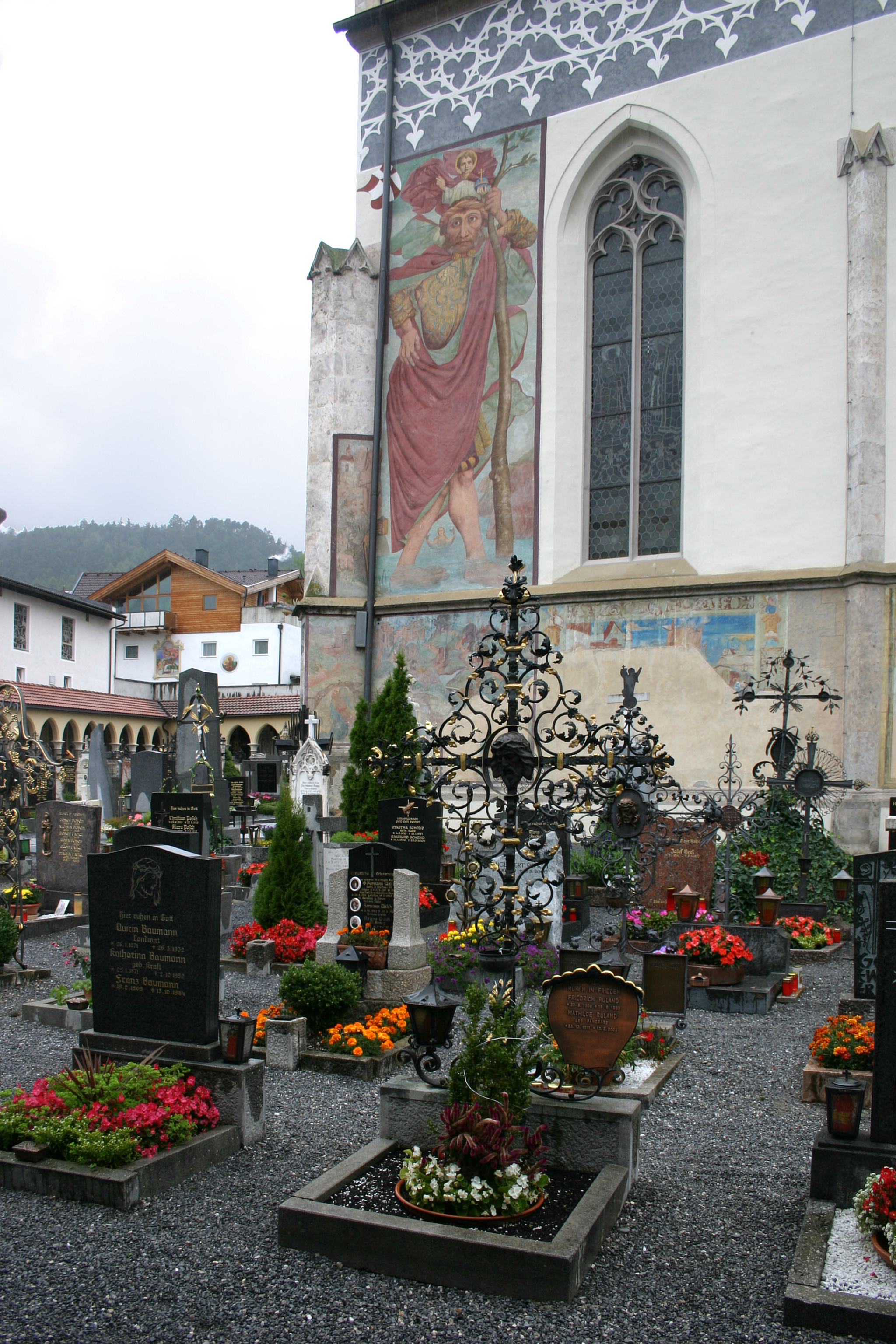
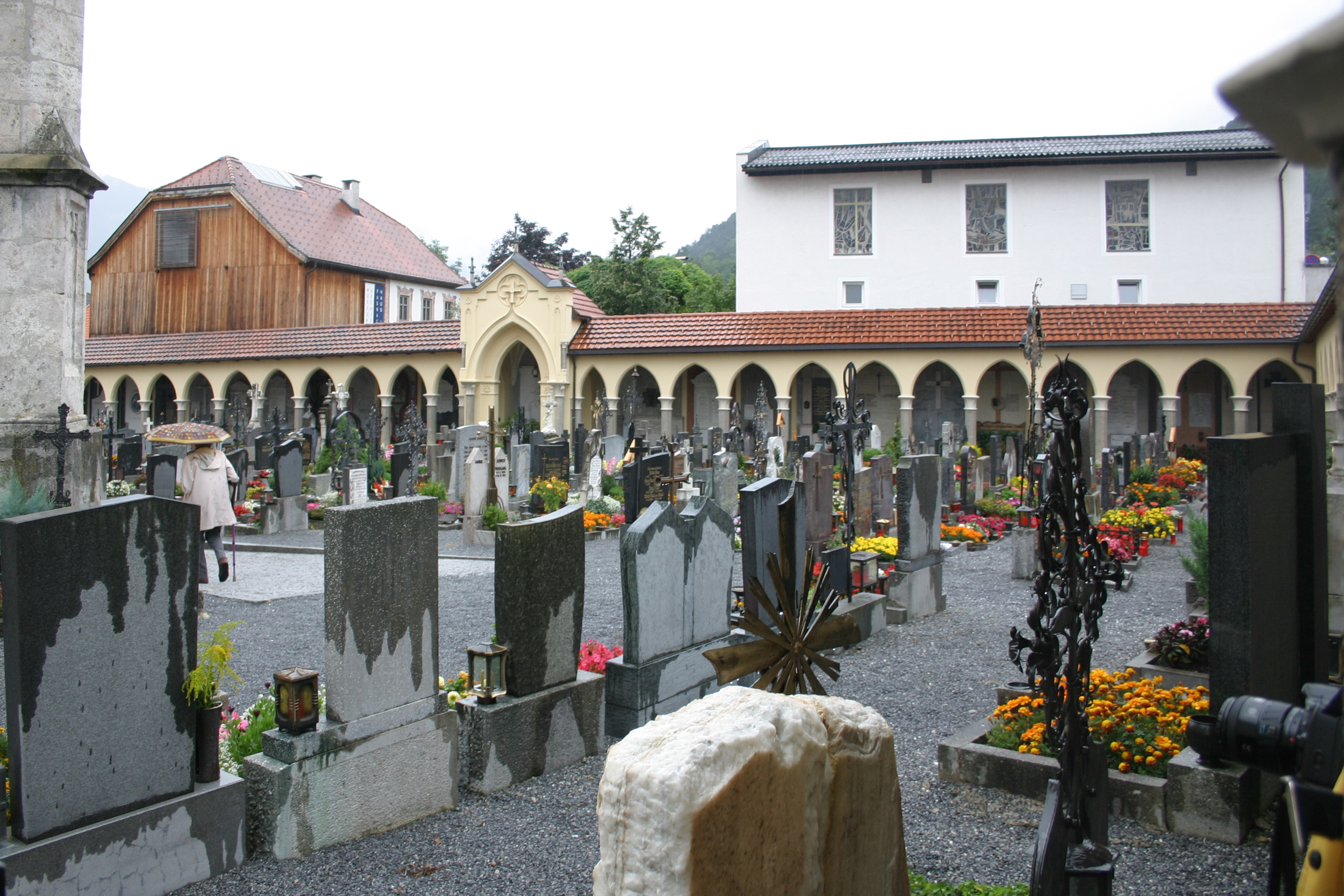
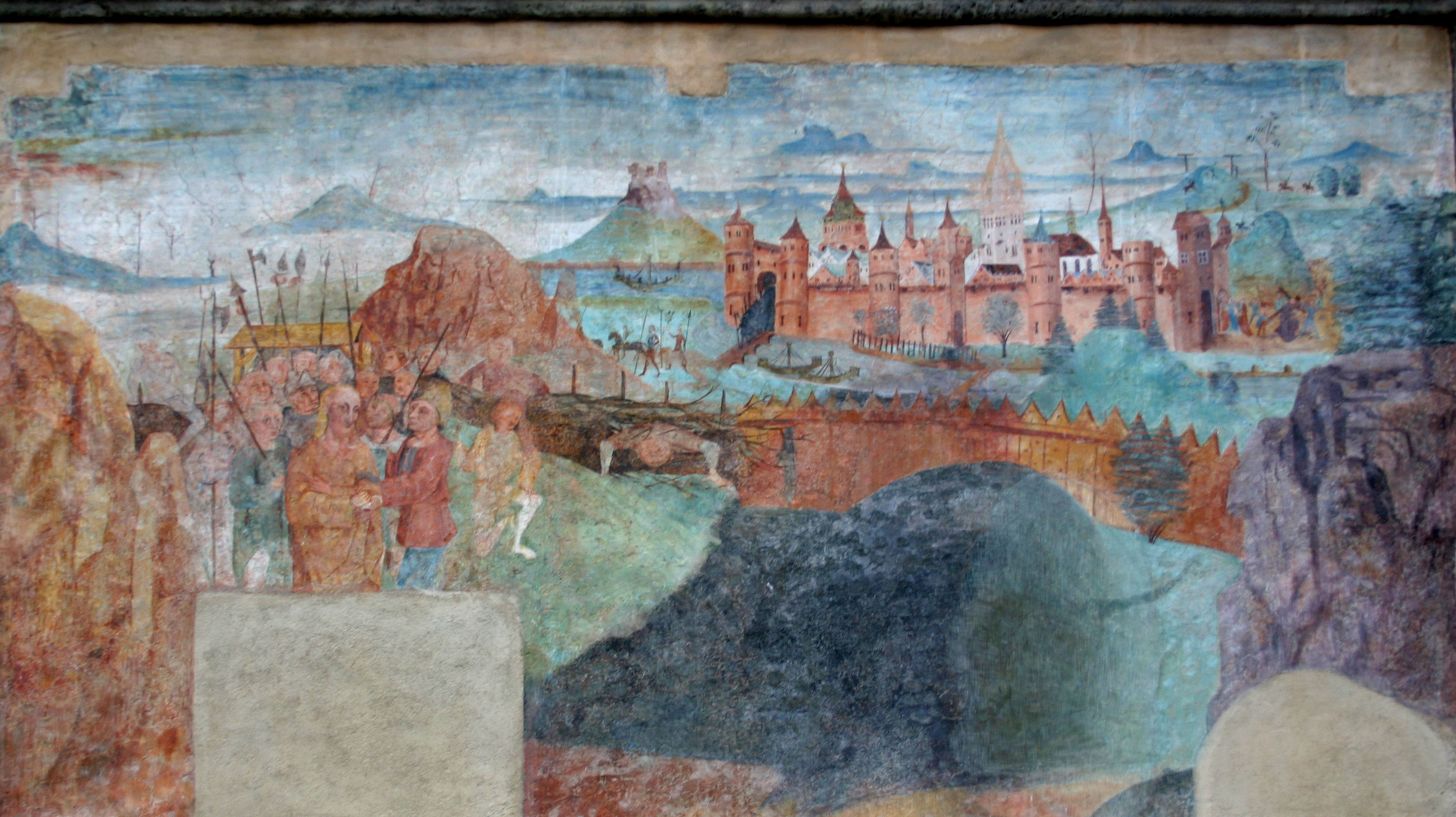

## 外部連結
- Official Imst town council website （页面存档备份，存于） (in German)
- Imst-Gurgltal tourist site （页面存档备份，存于）
- Website of SOS-Kinderdorf international[永久]